# Махов Олексій Володимирович
Олексі́й Володи́мирович Ма́хов — майор Збройних сил України, учасник російсько-української війни. В мирний час його частина базується на території Житомирської області.
Станом на березень 2017-го — командир 1-го десантно-штурмового батальйону, 95-та бригада.

## Нагороди
31 жовтня 2014 року за особисту мужність і героїзм, виявлені у захисті державного суверенітету та територіальної цілісності України, вірність військовій присязі під час російсько-української війни, відзначений — нагороджений орденом Богдана Хмельницького III ступеня.